# Körmös (Sztropkói járás)
Körmös (1899-ig Kozsuhócz, szlovákul: Kožuchovce) község Szlovákiában, az Eperjesi kerület Sztropkói járásában.

## Fekvése
Sztropkótól 16 km-re északkeletre, 350 m magasan az Alacsony-Beszkidekben fekszik.

## Története
A falu akkor keletkezett, amikor a 16. század végén ruszinokat telepítettek ide. 1618-ban említik először, a makovicai uradalomhoz tartozott. A 18. században az Aspermont család birtoka.
A 18. század végén Vályi András így ír róla: „KOZUHÓCZ. Tót falu Sáros Várm. földes Ura G. Aspremont Uraság.”
Fényes Elek 1851-ben kiadott geográfiai szótárában így ír a faluról: „Koszuhócz, Sáros vm. orosz falu, a makoviczi uradalomban, Komárnyikhoz 1 1/2 óra: 175 g. kath. lak.”
1920 előtt Sáros vármegye Felsővízközi járásához tartozott.

## Népessége
| Év:            | 1994. | 2004.   | 2014.   | 2024.    |
| -------------- | ----- | ------- | ------- | -------- |
| Emberek száma: | 72    | 73      | 67      | 46       |
| Eltérés:       |       | +1,38 % | -8,21 % | -31,34 % |

| Év:            | 2023. | 2024.   |
| -------------- | ----- | ------- |
| Emberek száma: | 47    | 46      |
| Eltérés:       |       | -2,12 % |

1910-ben 70, túlnyomórészt ruszin lakosa volt.
2001-ben 67 lakosából 47 szlovák és 20 ruszin volt.
2011-ben 69 lakosából 49 szlovák és 17 ruszin.

## Nevezetességei
Görögkatolikus fatemploma 1741-ben épült. Belsejét 1875-ben ismeretlen mester festette ki. A templom ma a kassai Keletszlovákiai Múzeum területén áll, ahova 1927-ben hozták. 1972-ben restaurálták.